# Хесен-Филипстал
Хесен-Филипстал (на немски: Landgrafshaft Hessen-Philippsthal, Hessen-Philippsthal, Hessen-Philippstal) е ландграфство, територия на Свещената Римска империя, апанаж – странична линиия на Хесен-Касел от Дом Хесен в град Филипстал при Фаха на Вера в Източен Хесен, наречена на бившата резиденция дворец Филипстал.

## История
Линията е образувана през 1685 г. от ландграф Филип, третият син на ландграф Вилхелм VI от Хесен-Касел и на принцеса Хедвига София фон Бранденбург. Името на рода идва от дворец Филипстал, построен от 1685 г. в Кройцберг (днес Филипстал) от Филип I върху остатъците на бенедиктанския манастир Кройцберг, съществувал до 1568 г. Фамилията затова понякога се нарича също на тогавашното селище Хесен-Кройцберг (Hessen-Kreuzberg). Последниците на Филип са ландграфове от тази линия до 20 век.
През 1721 г. от тази фамилия се основава страничната линия Хесен-Филипстал-Бархфелд от втория син на Филип, Вилхелм. Двете линии получават през 1880 г. Прусия от доходите на Курфюрство Хесен (Fideikommis) една рента от 300 000 марки също и дворците Ротенбург и Шьонфелд (Касел).
Страничните линии на Хесен-Касел, Хесен-Филипстал-Бархфелд и Хесен-Румпенхайм са единствените съществуваши и днес линии на Дом Хесен.

- Гербове на дворец Филипстал (ляво на ландграф Карл фон Хесен-Филипстал и дясно на Катарина Христина фон Саксония-Айзенах)
- Филипсталският дворец

## Ландграфове на Хесен-Филипстал
- Филип (1678 – 1721), ландграф на Хесен-Филипстал
- Карл I (Хесен-Филипстал) (1682 – 1770), ландграф на Хесен-Филипстал
- Вилхелм (Хесен-Филипстал) (1726 – 1810), ландграф на Хесен-Филипстал
- Лудвиг (Хесен-Филипстал) (1766 – 1816), ландграф на Хесен-Филипстал
- Ернст Константин (Хесен-Филипстал) (1771 – 1849), ландграф на Хесен-Филипстал
- Карл II (Хесен-Филипстал) (1803 – 1868), ландграф на Хесен-Филипстал
- Ернст (1846 – 1925), последният ландграф на Хесен-Филипстал